# Gud bevare Tsaren
Gud bevare Tsaren (ryska: Боже, Царя храни; translitteration: Bozhe, Tsarja khrani) var Kejsardömet Rysslands nationalsång från 1833 till 1917. Kompositören var Alexej Lvov och texten skrevs av Vasilij Zjukovskij.

## Historik
År 1833 bestämde tsar Nikolaj I att Ryssland skulle få en ny nationalsång. Därför beodrade han Alexej Lvov att komponera ny musik för att ersätta den tidigare sången som liknar Stobritanniens, God Save the King.
Den nya sången valdes från en tävling som hölls 1833. Den framfördes för första gången den 6 december i Bolsjojteatern i Moskva, Ryssland, och blev officiell den 31 december samma år.
Under tsar Alexander II:s kröning 1855 ledde Aleksej Lvov 1000 sångare och 2000 musiker som skulle framföra sången, vilket även var det första framförandet avGud bevare Tsaren en kröning.
Vid februarirevolutionen 1917 ersattes Gud bevare Tsaren av en liknande version av Frankrikes nationalsång, Marseljäsen, fram till störtandet av den provisoriska regeringen i oktober samma år.

## Svensk version
En svensk text med titeln "Bön för fäderneslandet" skrevs av Gustaf Henrik Mellin, som var född i Finland men uppvuxen och bofast i Sverige.

## Text
Den första versen lyder:
| Rysk text | Svensk översättning | Svensk text av G.H. Mellin |
| --- | --- | --- |
| Боже, Царя храни! Сильный, Державный, Царствуй на славу, на славу нам! Царствуй на страх врагам, Царь православный! Боже, Царя храни! | Gud, bevare tsaren! Kraftfull och mäktig, må han härska till vår ära, till vår ära, till våra fienders skräck, den rättrogne tsaren! Gud, bevare tsaren! | Konung och rike, Herre, beskydda, hägna vårt kära fädernesland! Höga och låga, slott såsom hydda, huldrikt bevare alla din hand! |

## Bilder

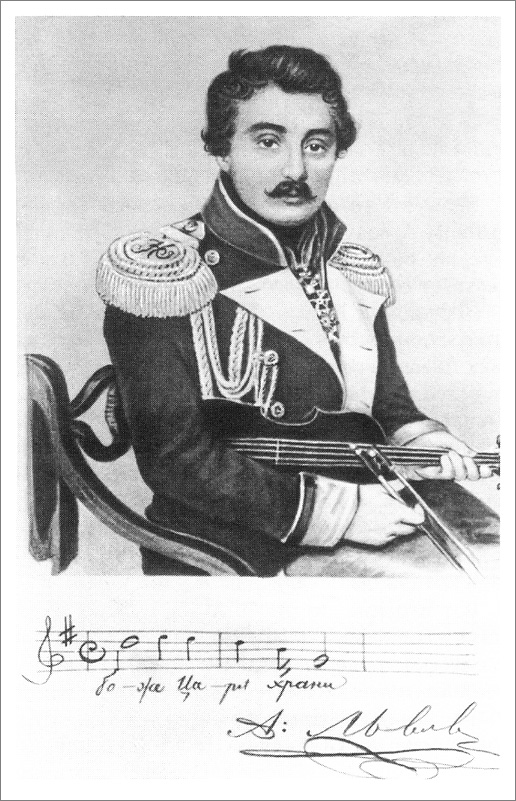
Alexej Lvov och de första takterna ur Gud bevare Tsaren.